# Kohlenbach
Kohlenbach je přibližně 16 km dlouhý levý přítok Großache na okraji pohoří Kaisergebirge v Tyrolsku.

## Průběh toku
Kohlenbach pramení pod Granderalmem severozápadně od Gasteigu (obec Kirchdorf in Tyrol) ve výšce 826 m n. m. a teče nejprve na jihovýchod, poté se stáčí na sever. U Griesenau přibírá Engetbach a Kaisertalbach z Kaiserbachtalu a teče na sever přes Kohlental. U Schwendtu má v jinak téměř plochém údolí zřetelný, pravděpodobně ledovcem způsobený práh, který Kohlenbach proráží v zářezu hlubokém až 30 m. Krátce před Kössenem přibírá zleva Weißenbach, který vytéká z Walchsee a krátce nato se v Kössenu vlévá do Großache, která se zde také nazývá Kössener Ache.

## Plocha povodí a průtok vody
Plocha povodí Kohlenbachu je 109,8 km². Nejvyšším bodem v povodí je vrchol Ackerlspitze v pohoří Wilder Kaiser ve výšce 2329 m n. m.
Průměrný průtok na měrném bodě Schwendt-Unterbichl, 7,05 km nad ústím, je 2,65 m³/s, což odpovídá poměrně vysokému průtoku 55,3 l/s-km². Kohlenbach má nivní odtokový režim s nízkou amplitudou, který je charakterizován táním sněhu ve vyšších polohách povodí. Průměrný odtok v nejvodnatějším měsíci dubnu (3,53 m³/s) je přibližně dvakrát vyšší než v nejvodnatějším měsíci únoru (1,74 m³/s).

## Ekologie
V horní části svého toku je Kohlenbach klasifikován jako přirozený nebo přírodě blízký; nad Schwendtem je regulovaný nebo polopřirozený. Níže je její tok opět přirozený až k obci Kössen. V celém úseku má I.-II. třídu jakosti vody (k roku 2005).
Ve vodním toku se vykytují např. pstruh potoční, pstruh duhový, lipan podhorní, siven americký.